# Пшибиславиці (гміна Зельонки)
Пшибиславиці (пол. Przybysławice) — село в Польщі, у гміні Зельонки Краківського повіту Малопольського воєводства.
Населення — 629 осіб (2011).
У 1975-1998 роках село належало до Краківського воєводства.

## Демографія
Демографічна структура станом на 31 березня 2011 року:
|          | Загалом | Допрацездатний вік | Працездатний вік | Постпрацездатний вік |
| -------- | ------- | ------------------ | ---------------- | -------------------- |
| Чоловіки | 303     | 73                 | 200              | 30                   |
| Жінки    | 326     | 74                 | 189              | 63                   |
| Разом    | 629     | 147                | 389              | 93                   |